# NHK市民大学
NHK市民大学（えぬえいちけいしみんだいがく）は、NHK教育テレビで1982年4月5日から1990年3月30日まで放送された生涯学習番組である。後継番組はNHK人間大学。
番組テーマ音楽は武満徹の作曲による。

## 放送時間
（出典：）
| 放送期間              | 放送時間（日本時間）                  | 放送時間（日本時間）                  |
| 放送期間              | 本放送                                | 再放送                                |
| --------------------- | ------------------------------------- | ------------------------------------- |
| 1982年4月 - 1984年6月 | 月曜日 - 金曜日 7:30 - 8:15（45分）   | 月曜日 - 金曜日 22:45 - 23:30（45分） |
| 1984年7月 - 1985年3月 | 月曜日 - 金曜日 7:40 - 8:25（45分）   | 月曜日 - 金曜日 22:45 - 23:30（45分） |
| 1985年4月 - 1990年3月 | 月曜日 - 金曜日 22:15 - 23:00（45分） | 月曜日 - 金曜日 8:00 - 8:45（45分）   |

## 講座一覧
上段：講座名 下段：講師名
| 開始年月   | 月                                    | 火                            | 水                                         | 木                                   | 金                                       |
| ---------- | ------------------------------------- | ----------------------------- | ------------------------------------------ | ------------------------------------ | ---------------------------------------- |
| 1982年4月  | 記紀・万葉のこころ 梅原猛             | 国際社会と法 山本草二         | 地図の科学 中野尊正                        | シルクロード文化史 長沢和俊          | シェークスピアの人間像 小田島雄志        |
| 1982年10月 | 太平記の世界 永積安明                 | 家族と社会 湯沢雍彦           | 新しい宇宙像 小田稔                        | 都市と人間 柴田徳衛                  | 西洋近代と音楽 遠山一行                  |
| 1983年4月  | 日本の古墳文化 森浩一                 | 情報化時代と法 服部政男       | 日本人のこころ 河合隼雄                    | 江戸の比較文化史 芳賀徹              | 史記の世界 増井経夫                      |
| 1983年10月 | ヨーロッパ文化史 木村尚三郎           | 近代日本の女たち 芳賀登       | 技術文明と人間 石井威望                    | 東南アジア世界の構造 矢野暢          | 歌への招待 馬場あき子                    |
| 1984年4月  | 乱世の人間像 笠原一男                 | 日本人と法 三ヶ月章           | 動物の行動 日高敏隆                        | 詩の発見 大岡信                      | 東西文明の接点・ガンダーラ 樋口隆康      |
| 1984年7月  | 東洋のこころ 中村元                   | 戦後日米関係の文脈 神谷不二   | 流れの科学 佐藤浩                          | 音楽の人類学 藤井知昭                | 西行の世界 久保田淳                      |
| 1984年10月 | 世界経済をみる目 西川潤               | 沖縄の歴史と文化 外間守善     | 森と人間の文化史 只木良也                  | 日本の近代陶芸 乾由明                | 新モーツァルト考 海老沢敏                |
| 1985年1月  | 生命科学の世界 渡辺格                 | 中世都市・鎌倉 貫達人         | 心の病理 宮本忠雄                          | 万国博覧会 その歴史と役割 吉田光邦   | 芭蕉 その生涯と芸術 今栄蔵               |
| 1985年4月  | 現代社会と市民の法 加藤一郎、森島昭夫 | 新・アフリカ学 米山俊直       | 地震 そのメカニズムと防災 宇佐美龍夫       | 現代人の心理構造 小此木啓吾          | 情報科学と人間 菊池誠                    |
| 1985年7月  | 禅とは何か 古田紹欽                   | 東南アジアのこころ 岩田慶治   | 水と人間の文化史 高橋裕                    | 詩の発見 大岡信                      | 文化人類学の視角 山口昌男                |
| 1985年10月 | 転換期の日本経済 伊東光晴             | 日本人の自画像 副田義也       | 粉の文化史 三輪茂雄                        | 日本の近代絵画 桑原住雄              | 西行の世界 久保田淳                      |
| 1986年1月  | 現代中国への視点 竹内実               | 身体の履歴書 香原志勢         | 宇宙の科学史 中山茂                        | 歌舞伎の美 そのダンディズム 杉本苑子 | 一茶 生涯と作品 金子兜太                 |
| 1986年4月  | 法を考える 長尾龍一                   | 中東への視角 浅井信雄         | 家族関係の病理 大原健士郎、石川元          | ニューメディア社会の構図 白根禮吉    | 祈りの造形 西村公朝                      |
| 1986年7月  | 大衆社会のゆくえ 西部邁               | 地方の時代の経済学 清成忠男   | よみがえる中世ヨーロッパ 阿部謹也          | 生命科学の世界 渡辺格                | 民族芸術への招待 木村重信                |
| 1986年10月 | 日本の外交 細谷千博                   | 森と人間の文化史 只木良也     | アメリカンヒーローの系譜 本間長世          | 空間を造る 鈴木博之                  | 万葉びとの歌ごころ 前登志夫              |
| 1987年1月  | 日本人の秩序像 京極純一               | 釈迦とその弟子たち 奈良康明   | ラテンアメリカ・その歴史と風土 加茂雄三    | 災害の科学 中島暢太郎、石原和弘      | 新モーツァルト考 海老沢敏                |
| 1987年4月  | 円とドル 吉野俊彦                     | 現代デザインの源流 柏木博     | 生命システムと情報 清水博                  | 歴史の中のイエス像 松永希久夫        | 子規山脈 坪内稔典                        |
| 1987年7月  | すまいの思想 三村浩史                 | 祈りの造形 西村公朝           | 老年期 柄澤昭秀                            | 唐詩の世界 鈴木修次                  | ルネサンスの人と文化 樺山紘一            |
| 1987年10月 | 北・中央アジアの歴史と文化 加藤九祚   | 舞踊・その愛のしぐさ 三隅治雄 | ロボットと人間 加藤一郎                    | 雇用と労働 花見忠                    | 地方からの日本史 高橋富雄                |
| 1988年1月  | 黄金郷への旅 増田義郎                 | 紙と日本文化 町田誠之         | 家族関係の病理 大原健士郎                  | 女性と社会 原ひろ子                  | 宮沢賢治の世界 天沢退二郎                |
| 1988年4月  | 医療の文明史 中川米造                 | 西洋文明の衝撃と日本 平川祐弘 | アジア，その成長と苦悩 渡辺利夫            | バロック音楽 礒山雅                  | 古代朝鮮史 井上秀雄                      |
| 1988年7月  | トレーニングを科学する 宮下充正       | 密教とマンダラ 頼富本宏       | 日本人の秩序像 京極純一                    | 俳句・そのこころ 山下一海            | ホワイトハウスの政治史 有賀貞            |
| 1988年10月 | 知力をさぐる 波多野誼余夫             | 食文化からみた東アジア 周達生 | 現代を読む経済学 正村公宏                  | 世阿弥の演劇論 堂本正樹              | 博物学の世紀 荒俣宏                      |
| 1989年1月  | 生命科学と人間 中村桂子               | 染と織の文化史 切畑健         | 戦後政治二つの軌跡 西ドイツと日本 大嶽秀夫 | 日本の女歌 竹西寛子                  | ルネサンスの人と文化 樺山紘一            |
| 1989年4月  | 土を科学する 岩田進午                 | メディアの中の人間 中野収     | フランス革命200年 河野健二                 | 日本人のうたと死生観 岡野弘彦        | 日本人の笑い 織田正吉                    |
| 1989年7月  | 川と湖の科学 森下郁子                 | 近代国家と個人 田中浩         | 博物学の世紀 荒俣博                        | 児童文学の主役たち 神宮輝夫          | 写真表現の150年 伊藤俊治                 |
| 1989年10月 | 時と暦の科学 永田久                   | 家族の法を考える 利谷信義     | 日本の仏教と民俗 山折哲雄                  | 子規山脈 坪内稔典                    | フォルクローレ 南米の魂を聴く 濱田滋郎   |
| 1990年1月  | 人間と技術の文明論 中岡哲郎           | 豊かな人間の経済学 井原哲夫   | 田中正造 民衆からみた近代史 由井正臣       | 岩倉使節団の西洋見聞 芳賀徹          | 世紀末の美術 華麗な近代の分岐点 中山公男 |

特別シリーズ
| 放送期間                  | 講座名                            | 講師                         |
| ------------------------- | --------------------------------- | ---------------------------- |
| 1985年6月24日 - 6月28日   | 風景との出会い                    | 東山魁夷                     |
| 1985年9月23日 - 9月27日   | 良寛を歩く                        | 水上勉                       |
| 1985年12月23日 - 12月27日 | 人生の四季                        | 日野原重明                   |
| 1986年3月31日 - 4月4日    | 日中往還                          | 陳舜臣                       |
| 1986年6月30日 - 7月4日    | 音のこころ・音の姿                | 團伊玖磨                     |
| 1986年9月29日 - 10月3日   | 日本経済を語る                    | 諸井虔、香西泰               |
| 1986年12月29日 - 12月30日 | 科学と人間                        | ジョセフ・ニーダム、河合隼雄 |
| 1987年3月30日 - 4月3日    | 古代エジプトの神々                | 三笠宮崇仁                   |
| 1987年6月29日 - 7月3日    | 時代とジャーナリズム              | 草柳大蔵                     |
| 1987年9月28日 - 10月2日   | 独創の回路                        | 西澤潤一                     |
| 1987年12月28日 - 12月30日 | サルの社会ヒトの社会              | 河合雅雄                     |
| 1988年3月28日 - 4月1日    | 経済から時代を読む                | 大来佐武郎                   |
| 1988年6月27日 - 7月1日    | ゆらぐ心の絆                      | 小此木啓吾                   |
| 1988年9月26日 - 9月30日   | 安全へのテクノロジー              | 山本善之                     |
| 1988年12月26日 - 12月30日 | 江戸の町人文化                    | 西山松之助                   |
| 1989年3月27日 - 3月31日   | 最新・恐竜学                      | 長谷川善和                   |
| 1989年6月26日 - 6月30日   | おくのほそ道を読む                | 尾形仂                       |
| 1989年9月25日 - 9月29日   | ＂救い＂の構造 日本人の魂のありか | 真継伸彦                     |
| 1989年12月25日 - 12月29日 | 宇宙の起源                        | 佐藤文隆                     |
| 1990年1月4日 - 1月5日     | 万葉・源氏の香り                  | 尾崎左永子、三條西尭雲       |